# Laboulbenia tenera
Laboulbenia tenera T. Majewski – gatunek grzybów z rzędu owadorostowców (Laboulbeniales). Pasożyt owadów.

## Systematyka i nazewnictwo
Pozycja w klasyfikacji według Index Fungorum: Laboulbenia, Laboulbeniaceae, Laboulbeniales, Laboulbeniomycetidae, Laboulbeniomycetes, Pezizomycotina, Ascomycota, Fungi.
Gatunek ten po raz pierwszy opisał w 1994 r. Tomasz Majewski w Polsce.

## Charakterystyka
Grzyb entomopatogeniczny, pasożyt zewnętrzny owadów. Notowany na chrząszczu Bembidion dentellum z rodziny biegaczowatych (Carabidae). Nie powoduje śmierci owada i zazwyczaj wyrządza mu niewielkie szkody.